# IL7R
IL7R (англ. Interleukin 7 receptor) – білок, який кодується однойменним геном, розташованим у людей на короткому плечі 5-ї хромосоми.  Довжина поліпептидного ланцюга білка становить 459 амінокислот, а молекулярна маса — 51 581.
| 10         |  | 20         |  | 30         |  | 40         |  | 50         |
| ---------- |  | ---------- |  | ---------- |  | ---------- |  | ---------- |
| MTILGTTFGM |  | VFSLLQVVSG |  | ESGYAQNGDL |  | EDAELDDYSF |  | SCYSQLEVNG |
| SQHSLTCAFE |  | DPDVNTTNLE |  | FEICGALVEV |  | KCLNFRKLQE |  | IYFIETKKFL |
| LIGKSNICVK |  | VGEKSLTCKK |  | IDLTTIVKPE |  | APFDLSVIYR |  | EGANDFVVTF |
| NTSHLQKKYV |  | KVLMHDVAYR |  | QEKDENKWTH |  | VNLSSTKLTL |  | LQRKLQPAAM |
| YEIKVRSIPD |  | HYFKGFWSEW |  | SPSYYFRTPE |  | INNSSGEMDP |  | ILLTISILSF |
| FSVALLVILA |  | CVLWKKRIKP |  | IVWPSLPDHK |  | KTLEHLCKKP |  | RKNLNVSFNP |
| ESFLDCQIHR |  | VDDIQARDEV |  | EGFLQDTFPQ |  | QLEESEKQRL |  | GGDVQSPNCP |
| SEDVVITPES |  | FGRDSSLTCL |  | AGNVSACDAP |  | ILSSSRSLDC |  | RESGKNGPHV |
| YQDLLLSLGT |  | TNSTLPPPFS |  | LQSGILTLNP |  | VAQGQPILTS |  | LGSNQEEAYV |
| TMSSFYQNQ  |  |            |  |            |  |            |  |            |

A: Аланін

C: Цистеїн

D: Аспарагінова кислота

E: Глутамінова кислота

F: Фенілаланін

G: Гліцин

H: Гістидин

I: Ізолейцин

K: Лізин

L: Лейцин

M: Метіонін

N: Аспарагін

P: Пролін

Q: Глутамін

R: Аргінін

S: Серин

T: Треонін

V: Валін

W: Триптофан

Кодований геном білок за функціями належить до рецепторів, фосфопротеїнів. 
Задіяний у таких біологічних процесах як поліморфізм, альтернативний сплайсинг. 
Локалізований у клітинній мембрані, мембрані.
Також секретований назовні.